# 1988年のオールスターゲーム (日本プロ野球)
1988年のオールスターゲームは、1988年7月に行われた日本プロ野球のオールスターゲーム。

## 試合概要
前年からMVPに賞金と商品を贈呈してきた三洋電機がこの年から特別協賛企業となり大会名がサンヨーオールスターゲームに名称変更された（2006年まで）。
前年、2年連続の日本一を達成した西武ライオンズの森祇晶が全パ（オールパシフィック・リーグ）を率い、セ・リーグを制した読売ジャイアンツの王貞治が全セ（オールセントラル・リーグ）を率いた1988年のオールスターゲーム。左右両翼100mの広さ持つ屋根つき球場東京ドームが開場し「野球の質が変わった」と言わしめ、シーズン終了とともに老舗球団、阪急ブレーブスと南海ホークスが身売りし、プロ野球も新時代を迎えようとしていた。
7月23日に予定された第1戦が雨で24日に順延。第1戦は結果的にオールスターゲーム最終開催となる阪急西宮球場で行われ、地元阪急ブレーブスの星野伸之が全パの先発として責任投球回を無失点に抑え、主砲ブーマー・ウェルズが特大のホームランを放ち、老舗球団の派手な店じまいのような展開となった。第2戦はナゴヤ球場で実施され王に憧れて野球を志した高卒新人立浪和義が先発出場、当時は指名打者がオールスターゲームで導入されておらず門田博光が3番・右翼手で先発。低迷続く阪神タイガースの岡田彰布の逆転ホームランで全セがタイに持ち込んだ。そして最終、第3戦は開場4か月の東京ドームが初めて球宴の舞台となった。当時東京ドームを本拠地としていた日本ハムファイターズのエース西崎幸広が全パ先発投手として3回をパーフェクト（2回裏にはクリーンナップから三者連続三振、3回裏2死で代打立浪から5個目の三振）2年ぶりの延長戦となり引き分け寸前の12回裏、野手を使い切った全セは投手水野雄仁を代打に送ったところこれがサヨナラの犠牲フライとなり、全セが昭和最後のオールスターゲームを締めくくった。現在の規定では延長はなく、指名打者制になっているため、このような事態は起こり得ない。
第3戦が行われた東京ドームにおいて1988年度の野球殿堂授与式が行われ、全セを率いた巨人・王貞治の後任という噂のあった長嶋茂雄が登場した（その後、広岡達朗に白羽の矢が立ったが固辞され、藤田元司が再任）。ともあれ、王・長嶋のONコンビが球宴の舞台に同時登場したのは1979年（長嶋は監督、王は現役）以来のことであった。そしてON二人が両リーグの監督として球宴に並び立つのはこれから13年後のことである。
この年、ウォーレン・クロマティの代役として巨人で大活躍した呂明賜が監督推薦で初出場し全試合に先発したもののノーヒットに終わった。

## 選出選手
| セントラル・リーグ | セントラル・リーグ | セントラル・リーグ | セントラル・リーグ | パシフィック・リーグ | パシフィック・リーグ | パシフィック・リーグ | パシフィック・リーグ |
| ------------------ | ------------------ | ------------------ | ------------------ | -------------------- | -------------------- | -------------------- | -------------------- |
| 監督               | 王貞治             | 巨人               |                    | 監督                 | 森祇晶               | 西武                 |                      |
| コーチ             | 星野仙一           | 中日               |                    | コーチ               | 上田利治             | 阪急                 |                      |
| コーチ             | 阿南準郎           | 広島               |                    | コーチ               | 高田繁               | 日本ハム             |                      |
| 投手               | 桑田真澄           | 巨人               | 2                  | 投手                 | 西崎幸広             | 日本ハム             | 初                   |
| 投手               | 槙原寛己           | 巨人               | 初                 | 投手                 | 渡辺久信             | 西武                 | 3                    |
| 投手               | 水野雄仁           | 巨人               | 初                 | 投手                 | 佐藤義則             | 阪急                 | 4                    |
| 投手               | 小野和幸           | 中日               | 2                  | 投手                 | 星野伸之             | 阪急                 | 2                    |
| 投手               | 郭源治             | 中日               | 3                  | 投手                 | 津野浩               | 日本ハム             | 2                    |
| 投手               | 津田恒美           | 広島               | 4                  | 投手                 | 加藤伸一             | 南海                 | 2                    |
| 投手               | 北別府学           | 広島               | 6                  | 投手                 | 小川博               | ロッテ               | 初                   |
| 投手               | 大野豊             | 広島               | 6                  | 投手                 | 牛島和彦             | ロッテ               | 4                    |
| 投手               | 川口和久           | 広島               | 4                  | 投手                 | 村田兆治             | ロッテ               | 12                   |
| 投手               | 伊東昭光           | ヤクルト           | 初                 | 投手                 | 阿波野秀幸           | 近鉄                 | 2                    |
| 投手               | 尾花高夫           | ヤクルト           | 3                  | 投手                 | 小野和義             | 近鉄                 | 3                    |
| 投手               | 中山裕章           | 大洋               | 初                 | 投手                 | 吉井理人             | 近鉄                 | 初                   |
| 投手               | 新浦寿夫           | 大洋               | 6                  |                      |                      |                      |                      |
| 投手               | 中西清起           | 阪神               | 2                  |                      |                      |                      |                      |
| 捕手               | 山倉和博           | 巨人               | 8                  | 捕手                 | 伊東勤               | 西武                 | 5                    |
| 捕手               | 中村武志           | 中日               | 初                 | 捕手                 | 田村藤夫             | 日本ハム             | 3                    |
| 捕手               | 木戸克彦           | 阪神               | 2                  | 捕手                 | 吉田博之             | 南海                 | 初                   |
| 捕手               | 達川光男▲          | 広島               | 4                  |                      |                      |                      |                      |
| 一塁手             | 中畑清             | 巨人               | 6                  | 一塁手               | 清原和博             | 西武                 | 3                    |
| 二塁手             | 篠塚利夫           | 巨人               | 7                  | 二塁手               | 辻発彦               | 西武                 | 2                    |
| 三塁手             | 原辰徳             | 巨人               | 8                  | 三塁手               | 石毛宏典             | 西武                 | 8                    |
| 遊撃手             | 立浪和義           | 中日               | 初                 | 遊撃手               | 田中幸雄             | 日本ハム             | 初                   |
| 内野手             | 落合博満           | 中日               | 8                  | 内野手               | 福良淳一             | 阪急                 | 初                   |
| 内野手             | 正田耕三           | 広島               | 2                  | 内野手               | 松永浩美             | 阪急                 | 5                    |
| 内野手             | 池山隆寛           | ヤクルト           | 初                 | 内野手               | ブーマー             | 阪急                 | 4                    |
| 内野手             | 高木豊             | 大洋               | 5                  | 内野手               | 西村徳文             | ロッテ               | 3                    |
| 内野手             | 岡田彰布           | 阪神               | 6                  |                      |                      |                      |                      |
| 外野手             | 吉村禎章           | 巨人               | 3                  | 外野手               | 秋山幸二             | 西武                 | 4                    |
| 外野手             | 広沢克己           | ヤクルト           | 2                  | 外野手               | 門田博光             | 南海                 | 11                   |
| 外野手             | ポンセ             | 大洋               | 初                 | 外野手               | 平野謙               | 西武                 | 2                    |
| 外野手             | 真弓明信           | 阪神               | 8                  | 外野手               | 佐々木誠             | 南海                 | 初                   |
| 外野手             | 呂明賜             | 巨人               | 初                 | 外野手               | 高沢秀昭             | ロッテ               | 4                    |
|                    |                    |                    |                    | 外野手               | 新井宏昌             | 近鉄                 | 2                    |
|                    |                    |                    |                    | 外野手               | オグリビー           | 近鉄                 | 初                   |

- 太字はファン投票で選ばれた選手。▲は出場辞退選手発生による補充選手。

## 試合結果

### 第1戦
|      | 1 | 2 | 3 | 4 | 5 | 6 | 7 | 8 | 9 | R | H | E |
| ---- | - | - | - | - | - | - | - | - | - | - | - | - |
| 全セ | 0 | 0 | 0 | 1 | 0 | 0 | 0 | 0 | 0 | 1 | 5 | 1 |
| 全パ | 0 | 0 | 0 | 0 | 1 | 2 | 0 | 0 | X | 3 | 5 | 0 |

1. セ：北別府（広）、水野（巨）、●新浦（洋）、中西（神）、郭（中）－達川（広）、木戸（神）
2. パ：星野伸（急）、小川（ロ）、○津野（日）、S牛島（ロ）－吉田（南）、伊東（西）
3. 勝利：津野（1勝）
4. セーブ：牛島 (1S)
5. 敗戦：新浦（1敗）
6. 本塁打
セ：池山（ヤ）1号（ソロ・小川）
パ：ブーマー（急）1号（ソロ・水野）
7. 審判
［球審］林忠（パ）
［塁審］久保（セ）・久保山（パ）・谷（セ）
［外審］山本隆（パ）・久保田（セ）
8. 試合時間：2時間16分

#### オーダー
| セントラル | セントラル | セントラル |
| 打順       | 守備       | 選手       |
| ---------- | ---------- | ---------- |
| 1          | [二]       | 正田耕三   |
| 2          | [遊]       | 池山隆寛   |
| 3          | [一]       | 落合博満   |
| 4          | [三]       | 原辰徳     |
| 5          | [中]       | ポンセ     |
| 6          | [右]       | 真弓明信   |
| 7          | [左]       | 呂明賜     |
| 8          | [捕]       | 達川光男   |
| 9          | [投]       | 北別府学   |

| パシフィック | パシフィック | パシフィック |
| 打順         | 守備         | 選手         |
| ------------ | ------------ | ------------ |
| 1            | [左]         | 佐々木誠     |
| 2            | [二]         | 福良淳一     |
| 3            | [右]         | 門田博光     |
| 4            | [一]         | ブーマー     |
| 5            | [三]         | 清原和博     |
| 6            | [遊]         | 松永浩美     |
| 7            | [中]         | 秋山幸二     |
| 8            | [捕]         | 吉田博之     |
| 9            | [投]         | 星野伸之     |

### 第2戦
|      | 1 | 2 | 3 | 4 | 5 | 6 | 7 | 8 | 9 | R | H | E |
| ---- | - | - | - | - | - | - | - | - | - | - | - | - |
| 全パ | 0 | 0 | 0 | 0 | 1 | 0 | 0 | 0 | 0 | 1 | 6 | 1 |
| 全セ | 0 | 0 | 0 | 0 | 0 | 2 | 1 | 1 | X | 4 | 7 | 1 |

1. パ：阿波野（近）、●渡辺（西）、加藤（南）、吉井（近）－伊東、吉田
2. セ：槙原（巨）、大野（広）、○中山（洋）、尾花（ヤ）、S津田（広）－中村（中）、達川
3. 勝利：中山（1勝）
4. セーブ：津田 (1S)
5. 敗戦：渡辺（1敗）
6. 本塁打
パ：伊東1号（ソロ・大野）
セ：岡田（神）1号（2ラン・渡辺）
7. 審判
［球審］小林毅（セ）
［塁審］久保山（パ）・久保田（セ）・山本隆（パ）
［外審］谷（セ）・斎田（パ）
8. 試合時間：2時間28分

#### オーダー
| パシフィック | パシフィック | パシフィック |
| 打順         | 守備         | 選手         |
| ------------ | ------------ | ------------ |
| 1            | [二]         | 西村徳文     |
| 2            | [中]         | 新井宏昌     |
| 3            | [右]         | 門田博光     |
| 4            | [一]         | ブーマー     |
| 5            | [三]         | 清原和博     |
| 6            | [左]         | オグリビー   |
| 7            | [遊]         | 松永浩美     |
| 8            | [捕]         | 伊東勤       |
| 9            | [投]         | 阿波野秀幸   |

| セントラル | セントラル | セントラル |
| 打順       | 守備       | 選手       |
| ---------- | ---------- | ---------- |
| 1          | [二]       | 岡田彰布   |
| 2          | [遊]       | 立浪和義   |
| 3          | [三]       | 池山隆寛   |
| 4          | [一]       | 落合博満   |
| 5          | [中]       | ポンセ     |
| 6          | [右]       | 広沢克己   |
| 7          | [左]       | 呂明賜     |
| 8          | [捕]       | 中村武志   |
| 9          | [投]       | 槙原寛己   |

### 第3戦
|      | 1 | 2 | 3 | 4 | 5 | 6 | 7 | 8 | 9 | 10 | 11 | 12 | R | H | E |
| ---- | - | - | - | - | - | - | - | - | - | -- | -- | -- | - | - | - |
| 全パ | 1 | 0 | 0 | 0 | 0 | 0 | 1 | 0 | 0 | 1  | 0  | 0  | 3 | 9 | 2 |
| 全セ | 0 | 0 | 0 | 0 | 0 | 0 | 2 | 0 | 0 | 1  | 0  | 1X | 4 | 8 | 2 |

1. （延長12回）
2. パ：西崎（日）、小野義（近）、村田（ロ）、佐藤（急）、小川、●牛島－田村、伊東
3. セ：小野幸（中）、川口（広）、桑田（巨）、伊東（ヤ）、○中山－達川、木戸
4. 勝利：中山（2勝）
5. 敗戦：牛島（1敗1S）
6. 本塁打
パ：高沢（ロ）1号（初回先頭打者ソロ・小野）
7. 審判
［球審］山本隆（パ）
［塁審］谷（セ）・斎田（パ）・久保（セ）
［外審］林忠（パ）・小林毅（セ）
8. 試合時間：3時間18分

#### オーダー
| パシフィック | パシフィック | パシフィック |
| 打順         | 守備         | 選手         |
| ------------ | ------------ | ------------ |
| 1            | [右]         | 高沢秀昭     |
| 2            | [二]         | 福良淳一     |
| 3            | [三]         | 清原和博     |
| 4            | [一]         | ブーマー     |
| 5            | [左]         | 松永浩美     |
| 6            | [中]         | 秋山幸二     |
| 7            | [遊]         | 田中幸雄     |
| 8            | [捕]         | 田村藤夫     |
| 9            | [投]         | 西崎幸広     |

| セントラル | セントラル | セントラル |
| 打順       | 守備       | 選手       |
| ---------- | ---------- | ---------- |
| 1          | [中]       | 高木豊     |
| 2          | [二]       | 篠塚利夫   |
| 3          | [遊]       | 池山隆寛   |
| 4          | [三]       | 原辰徳     |
| 5          | [右]       | ポンセ     |
| 6          | [左]       | 呂明賜     |
| 7          | [一]       | 中畑清     |
| 8          | [捕]       | 達川光男   |
| 9          | [投]       | 小野和幸   |

## テレビ・ラジオ中継

### テレビ中継
- 第1戦:7月24日
  - 関西テレビ・フジテレビ≪フジテレビ系列。2局共同制作≫ 
    - 実況：馬場鉄志 解説：西本幸雄 ゲスト解説：山田久志（阪急、シーズン終了後に引退）
    - ゲスト：奥田瑛二
    - リポーター：加藤英司、谷沢健一
    - 副音声（英語）　ゲスト：ウェイン・グラシック、実況：マーティ・キーナート
    - 放送時間:18:30 - 21:24（30分延長）

  - NHK総合（中継録画・スポーツタイムに内包） 
    - 実況：松本一路 解説：広岡達朗
- 第2戦:7月25日
  - 中部日本放送≪TBS系列≫ 
    - 実況：田口豊太郎 解説：近藤貞雄 ゲスト解説：衣笠祥雄
    - ゲスト：水島新司（漫画家）
    - リポーター:宇都宮秀則、石川顕（TBS）
    - 放送時間:18:30 - 21:24（30分延長）

  - NHK総合（中継録画・サンデースポーツスペシャルに内包）
    - 実況：松本一路 解説：広岡達朗
- 第3戦：7月26日
  - 日本テレビ
    - 実況：小川光明 解説：江川卓 ゲスト解説：梨田昌孝（近鉄）
    - ゲスト：倉本昌弘(プロゴルファー）
    - リポーター：今井伊左男、吉田填一郎
    - 放送時間:18:25 - 21:54（60分延長）

  - NHK総合（中継録画・スポーツタイムに内包） 
    - 実況：松本一路 解説:鈴木啓示

### ラジオ中継
- 第1戦：7月24日
  - NHKラジオ第1 実況：工藤三郎 解説：川上哲治、広瀬叔功
  - TBSラジオ（JRN／朝日放送制作） 実況：安部憲幸 解説：岡本伊三美、田淵幸一 ゲスト解説：梨田昌孝
  - 文化放送（NRN／ラジオ大阪制作） 実況：高橋征二 解説：別所毅彦、辻佳紀 ゲスト：月亭八方　
  - ニッポン放送（毎日放送制作） 実況：結城哲郎 解説：土橋正幸、安藤統男
  - ラジオ日本（独立系／ラジオ関西） 実況：早川建二 解説：高橋直樹、高井保弘
- 第2戦：7月25日
  - NHKラジオ第1 実況：西田善夫 解説：鶴岡一人、鈴木啓示
  - TBSラジオ（JRN／中部日本放送制作） 実況：後藤紀夫 解説：井上登、張本勲
  - 文化放送（NRN／東海ラジオ放送） 実況：犬飼俊久 解説：黒江透修
  - ニッポン放送（NRN） 実況：山田透 解説：藤波行雄、谷沢健一
  - ラジオ日本（独立系） 実況：島碩弥 解説：浅野啓司
- 第3戦：7月26日
  - NHKラジオ第1 実況：高山典久 解説：藤田元司、山本浩二
  - TBSラジオ（JRN） 実況：林正浩 解説：衣笠祥雄、小林繁
  - 文化放送（ローカル） 実況：戸谷真人 解説：山崎裕之 ゲスト：安部譲二　
  - ニッポン放送（NRN） 実況：深澤弘 解説：江本孟紀 ゲスト：森光子
  - ラジオ日本（独立系） 実況：内藤幸位 解説：中村稔
  - ラジオ大阪（ローカル）解説：辻佳紀